# Магістральна залізниця Бадена
Магістральна залізниця Бадена або Баденська магістраль (нім. Badische Hauptbahn) — залізниця у Німеччині, побудована в 1840-1863 рр. 
Пролягає через Баден, з Мангайма через Гайдельберг, Карлсруе, Оффенбург, Фрайбург, Базель, Вальдсгут-Тінген, Шаффгаузен і Зінген до Констанца. 
Баденська магістраль має довжину 412,7 км, що робить її найдовшим маршрутом у мережі Deutsche Bahn, а також найстарішим у південно-західній Німеччині. 
Відтінок між Мангаймом і Базелем є найважливішим північним підходом до швейцарських Альпійських перевалів, тоді як відтінок між Базелем і Констанцом має лише регіональне значення. 
Дистанція Карлсруе — Базель також відома як залізниця Мангайм — Карлсруе — Базель, а дистанція Базель — Констанц як Високорейнська залізниця.

## Історія
Долина Верхнього Рейну була важливим торговим шляхом із Центральної Європи до Швейцарії та Італії ще з римських часів. 
З розвитком залізниць на початку 1830-х років виникли міркування про будівництво залізниці від Мангайма до Базеля, щоб обслуговувати переміщення людей і товарів швидше та дешевше, ніж це було можливо з візками, особливо тому, що Верхній Рейн на південь від Мангайма дозволяв лише обмежений рух. навігація. 
Перша реальна ініціатива щодо залізниці була зроблена в 1833 році мангаймським бізнесменом Луїсом Ньюгаузом, але, вона не була підтримана урядом Бадену.

### Планування
Лише коли в 1837 році в сусідньому Ельзасі було засновано залізничну компанію з метою будівництва залізниці західним берегом Рейну між Базелем і Страсбургом, Баден почав планувати будівництво залізниці, щоб уникнути переміщення транспортного потоку з Баденського берегу на Берег Ельзасу. 
Спеціально скликане засідання Баденської асамблеї станів в 1838 році вирішило побудувати за державний кошт залізницю від Мангайма до швейцарського кордону поблизу Базеля, як закликав 31 липня 1835 року фрайбурзький історик Карл фон Роттек. 

Лінія слугуватиме головною лінією Бадена і, отже, матиме загалом прямий маршрут на східному краю долини Верхнього Рейну. 
Баден був єдиною німецькою землею, яка спочатку вирішила побудувати свою нову залізничну мережу з шириною колії 1600 мм.

### Будівництво залізниці Мангайм — Базель

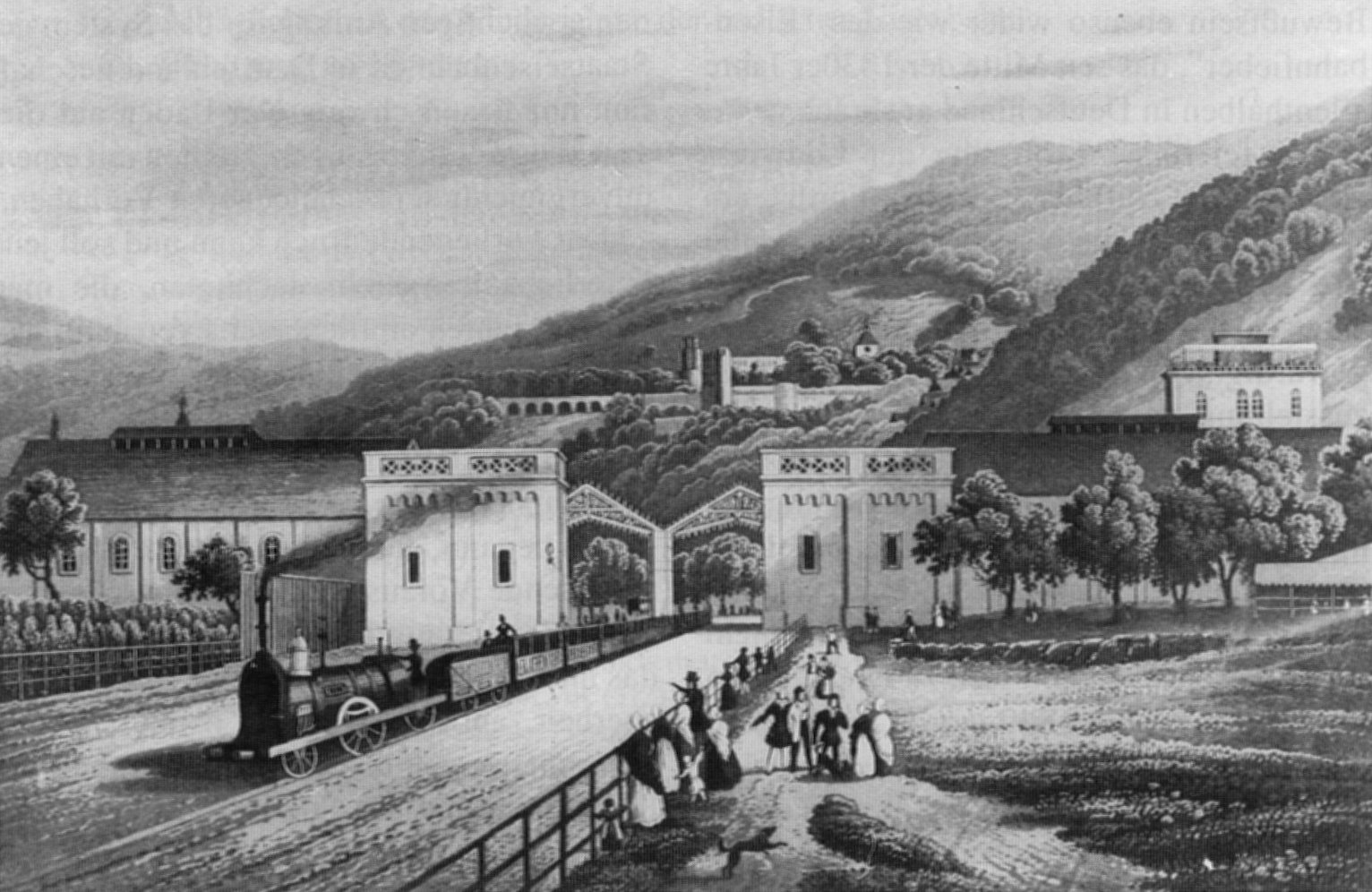
Поїзд, що відправляється зі старого вокзалу Гайдельберга в 1840 році

Будівництво почалося у вересні 1838 року на першій дистанції між двома новими кінцевими станціями Мангайм-Головний та Гайдельберг-Головний. 
Після двох років будівництва цю дистанцію було офіційно відкрито 12 вересня 1840 року. 
Продовження лінії на південь відбувалося наступними чергами: Гайдельберг – Брухзаль – Карлсруе-Головний 10 квітня 1843 року, Карлсруе — Еттлінген — Раштат 1 травня 1844 року. , Раштатт — Ос (нині станція Баден-Баден) 6 травня 1844 р., Оос — Оффенбург 1 червня 1844 р. та Оффенбург – Фрайбург-Головний 1 серпня 1845 р. 
Усі вокзали на залізниці Мангайм — Фрайбург, деякі з яких збереглися, були сплановані баденським архітектором Фрідріхом Айзенлором. 
Наступну дистанцію побудували Фрайбург — Мюльгайм 1 червня 1847 року, Мюльгайм — Шлінген 15 червня 1847 року та Шлінген — Ефрінген-Кірхен 8 листопада 1848 року. 
Будівництво до швейцарського кордону було перервано подіями Березневої революції та залізницю було у кількох місцях пошкоджено партизанами. 
Завершення будівництва дистанції до Гальтінгена було відкладено до 22 січня 1851 р., коли стало зрозуміло, що всі сусідні країни обрали стандартну колію для своїх залізниць, Державна залізниця Великого Герцогства Баден перебудувала свої лінії та рухомий склад на стандартну колію в 1854/55 р.р..

### Продовження до Констанца
Хоча в законі 1838 року йшлося лише про будівництво маршруту «від Мангайма до швейцарського кордону в Базелі», дискусії звернулися до питання про кінцеву точку та підключення до швейцарської залізничної мережі. 
У той час як місто Базель волів прямого сполучення, у Бадені були й інші пропозиції. 
Існував скептицизм щодо іноземної кінцевої точки лінії, тому перевагу було віддано Баденському містечку Леррах або навіть Вальдсгуту. 
У політичних дебатах домінували численні національні аргументи та застереження. 
Отже, в 1846 році Баден надав Швейцарській Північній залізничній компанії (нім. Schweizerische Nordbahn , SNB) концесію на будівництво залізниці від Базеля/Лерраха до Вальдсгута, яка б прямувала через Швейцарію до Цюриха, за для підключення до швейцарської залізничної мережі у Вальдсгуті (Баден), а не у Базелі (Швейцарія). 
Однак Швейцарська Північна залізнична компанія не змогла зібрати фінансові ресурси для будівництва лінії, тому ліцензія втратила чинність. 
Лише баденсько-швейцарський договір, підписаний 27 липня 1852 року, міг досягти довгострокового рішення щодо продовження Баденської магістралі: договір передбачав подальше будівництво від Гальтінгена на східному березі до Базеля та продовження через Бад-Зеккінген до Вальдсгута. 
Це призвело до незвичайної ситуації, яка досі зберігається, коли німецька державна залізнична компанія будує та експлуатує залізничну лінію в іншій країні.
Маршрут від Гальтінгена до Базеля був відкритий 20 лютого 1855 року, потім дистанція до Бад-Зеккінгена 4 лютого 1856 року, продовження 30 жовтня 1856 року до Вальдсгута, де після відкриття мосту через Рейн 18 серпня 1859 року було створено перше залізничне сполучення між Баденом і Швейцарією.
У той час як увага під час будівництва залізниці Мангайм — Базель/Вальдсгут була зосереджена на міжнародному сполученні з півночі на південь і сполученні найбільших міст Бадена, Баден-Швейцарська угода вже передбачала продовження залізничного сполучення до Боденського озера і Констанца. 
Але розбіжності щодо маршруту призвели до затримок на підході до Шаффгаузена: у той час як швейцарська сторона віддала перевагу маршруту через північний Клеттгау на території Швейцарії, Баден віддав перевагу маршруту через Єштеттен у Бадені. 
Продовження магістралі від Бадена до Констанца, відкрито 13 червня 1863 року, прямувало від Вальдсгута не через Єштеттен, а через Ерзінген і Берінген. 
Ця остання дистанція, керована Робертом Гервігом, завершила будівництво Баденської магістралі.

### Відгалуження
Вже в Законі 1838 року було заплановано будівництво двох ліній: лінія Аппенваєр — Кель, що мала сполучення з Ельзасом, була відкрита 1 червня 1844 року, а коротке відгалуження від Баден-Ос до Баден-Бадена – 27 липня 1845 року. 
11 лютого 1872 року було відкрито міст через Рейн між Вайлем-на-Рейні та Сен-Луї, а відкриття сполучення з Мюльгайма до Мюлузу 6 лютого 1878 року забезпечило подальше сполучення з Ельзасом. Сполучення зі Швейцарією було забезпечено відкриттям Рейнського мосту у Вальдсгуті в 1859 році, сполученням Констанц–Кройцлінген у 1871 році та Базельською сполучною залізницею, що сполучає станцію Базель-Бадішер з центральною станцією Базеля в 1873 році.
На півночі сполучення були встановлені в Гайдельберзі до залізниці Майн — Неккар у напрямку Дармштадта та Франкфурта в 1846 році та в Мангаймі до Людвігсгафена, Майнца та Кельна в 1867 році.

### Розвиток залізниці до Першої світової війни
Перша дистанція між Мангеймом і Гайдельбергом спочатку обслуговувалася чотирма щоденними парами пасажирських поїздів, які йшли приблизно за 35–40 хвилин в один бік. 
Для порівняння, цей же маршрут зараз займає приблизно 12–17 хвилин. 
У 1845 році було додано вантажні перевезення, а в 1847 році між Шлінгеном і Мангаймом курсував перший експрес. 
З подальшим розширенням магістральної залізниці Бадена цей експрес було продовжено до Базеля, Вальдсгута та Констанца. 
З 1863 року між Мангаймом і Констанцом щоденно курсували дві пари експресів, яким потрібно було 12–14 годин на лінію довжиною 414 км. 
Для порівняння, час в дорозі з Мангейма до Констанца через Базель сьогодні займають близько 4 годин; ті, що прямують Шварцвальдбаном — приблизно 3,5 години.
Рух на Баденській магістралі швидко зростав, тому незабаром виникла необхідність у другій колії. 
Друга колія була прокладена між Мангаймом і Гайдельбергом в 1846 р., до Оффенбурга в 1847 р., до Фрайбурга в 1848 р. і до Базеля в 1855 р. 
На залізниці Аппенваєр — Кель — в 1846/1847 рр. 
Натомість залізниця Верхнього Рейну між Базелем і Констанцом залишалася одноколійною.
22 липня 1870 року мобілізація для франко-прусської війни призупинила для громадськості рух Баденською магістраллю в кількох точках між Раштатом і Оффенбургом. 

Парк рухомого складу Баденської державної залізниці на той час складався здебільшого з двовісних купейних вагонів, тоді як Королівські Вюртемберзькі державні залізниці з самого початку мали комплекти відкритих вагонів. 
Згодом на цю систему перейшов і Баден. 

Потяги в Бадені курсували ліворуч на двох дистанціях до 1888 року, а пізніше поетапно перемикалися праворуч.
Перші ділянки Баденської магістралі були побудовані з широкою колією 1600 мм (5 футів 3 дюймів). Проте незабаром стало очевидно, що інші центральноєвропейські держави обрали стандартну колію, яка залишила б мережу залізниць Бадена ізольованою. 
У Гайдельберзі (з 1846 р.) і Брухзалі (з 1853 р.) вже існували сполучення зі стандартними лініями колії до сусідніх земель. 
Наскрізні вантажі мали перевантажуватися в цих пунктах. 
Тому колії були перебудовані на стандартну колію в 1854/55 рр. 
Всього було переобладнано 203 км двоколійної і 79 км одноколійної дистанції, а також існуючі 66 локомотивів і 1133 вагони. 
Ці заходи дозволили здійснювати транскордонні вантажні перевезення.
Будівництво залізниць означало, що Мангайм, найбільше та найважливіше комерційне місто Бадена, тепер перебував на периферії, оскільки більшість потоків із півночі на південь тепер прямували з Франкфурта до Швейцарії через залізницю Майн — Неккар до Гайдельберга, а звідти по Баденською магістраллю до Базеля. 
Тому Мангайм намагався забезпечити пряме залізничне сполучення на південь і прагнув побудувати залізницю до Карлсруе через Шветцинген. 
Відкриття в 1870 році Рейнської залізниці залучило частину залізничного сполучення між регіоном Рейн-Неккар і Карлсруе з Баденської магістралі та створило альтернативну залізницю в цьому районі — Баденська магістраль досягла межі його дієздатності. 
У 1895 році цей допоміжний маршрут було продовжено зі стратегічних міркувань далі на південь до Раштатта (через Дурмерсгайм ), так що тепер також є дві лінії між Карлсруе та Раштаттом.

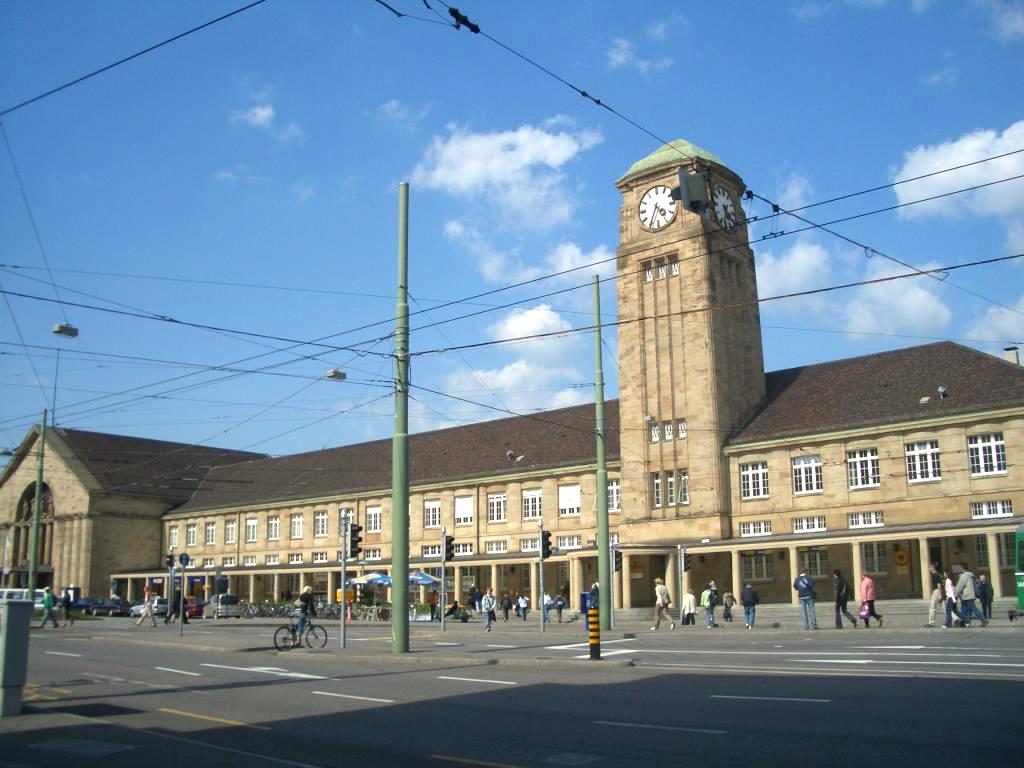
Базель-Бадішер відкрито в 1913 році

Постійно зростаючий трафік і будівництво Готтардської залізниці в 1882 році підкреслили незмінну важливість залізниці Мангейм — Базель. 
На відміну від неї, залізниця Верхнього Рейну між Базелем і Констанцом не виграла від цього розвитку, оскільки будівництво Базельської сполучної залізниці (1873) і залізниці Безберг (1875) забезпечило прямий шлях між Баденом і центральною Швейцарією, так що перетин кордону у Вальдсгуті втратив своє значення, і міжнародний рух здійснювався через прикордонний пункт у Базелі. 
Починаючи з 1873 року сполучення з регіоном Боденського озера відбувалося в основному через коротшу Шварцвальдську залізницю, тому залізниця Верхнього Рейну стала регіональним маршрутом зі сходу на захід, який не має національного значення.
Через зростання трафіку між Мангаймом і Базелем і зростання міст виникла необхідність реконструювати основні залізничні вузли. 
Таким чином, в 1895-1914 рр. були побудовані нові вантажні та сортувальні станції в Карлсруе, Мангаймі, Базелі, Фрайбурзі та Гайдельберзі, а також нові пасажирські станції в Карлсруе та Базелі.

### Розвиток маршруту в XX ст
Приблизно в 1895-1914 рр. Баденська магістраль була в гострій конкуренції з Ельзасською залізницею, тому що час у дорозі між Базелем і Франкфуртом і між Базелем і Мангаймом був майже ідентичним. 
Під час Першої світової війни швидкісні потяги курсували лише Баденською магістраллю, оскільки лінії Ельзасу в Мюлузі були в межах досяжності французької артилерії. 
Після повернення Ельзасу до Франції після Першої світової війни всі німецькі потяги курсували до Базеля Баденською магістраллю.
Після заснування Deutsche Reichsbahn в 1920 році Баденська магістраль разом із рештою Державної залізниці Великого Герцогства Баден стала частиною Reichsbahn, тому, окрім локомотивів, побудованих в Бадені, та локомотивів, побудованих іншими колишніми державними залізницями, нові паротяги використовувалися на Баденській магістралі.
Перехід Ельзасу-Лотарингії до Франції після Першої світової війни означав, що держава Баден, а разом з нею і Баденська магістраль, тепер на периферії Німеччини. 
Це також означало, на думку військових стратегів, що це не дозволяло проводити надійні операції. 
Зокрема, залізниця біля хребта Іштайнер-Клотц (біля Іштайна) знаходиться в межах видимості німецько-французького кордону. Під час окупації Руру французькі війська зайняли Оффенбург і Аппенваєр у лютому 1923 року, тому рух Баденською магістраллю було зупинено. 
І Ельцтальбан, і Мургтальбан на той час не мали з’єднань із залізничною мережею. 
Обхідний маршрут від Фрайбурга пролягав Геллентальбаном до Донауешинген, далі Шварцвальдбаном до Гаузаху, а звідти Кінцигтальбаном до Фройденштадт-Головний. Звідси потяги курсували Геубаном до Гохдорфа, а звідти Нагольдтальбаном до Пфорцгайма та залізниця Карлсруе — Мюлаккер, до Карлсруе. 
Попри те, що ці дальні об’їзди були створені в перший місяць окупації, 

вони показали, що, оскільки поїзди мали бути реверсовані як в Гохдорфі, так і в Пфорцгаймі, а також необхідно було працювати по одноколійних дистанціях і крутих відтінках в Гелленталь, вони не забезпечили постійної альтернативи Баденській магістралі. 
Тим не менш, події показали уразливість Баденської магістралі до французьких нападів. 
У результаті були розроблені плани розвитку транспортного коридору Німеччина — Швейцарія — Італія через залізницю Геу та Цюрих.
У 1928-1939 рр. розкішні потяги Rheingold курсували між Карлсруе та Базелем на головній лінії Бадена. 
Потяги Rheingold були відновлені на Баденській магістраллі після Другої світової війни та курсували з 1951 по 1987 рік як Fernzug (міжміський експрес) або Trans Europ Express. 
«Східний експрес» курсував також Баденською магістраллю: зі Страсбурга дистанцією між Аппенваєром і Карлсруе.
Під час Другої світової війни Баденська магістраль, як і всі основні магістралі Німеччини, постраждала від потужного бомбардування залізничних вузлів і руйнування мостів і будівель. 
Після війни залізниця була розділена на дві частини: дистанція Мангайм — Карлсруе перебувала в американській зоні окупації, дистанція Раштатт — Констанц перебувала у французькій зоні окупації та перебувала під управлінням Південно-Західної асоціації залізниць. 
Відділами в Швейцарії керував трест, яким керував федеральний уряд. 
Після заснування Deutsche Bundesbahn в 1949 році експлуатація лінії повернулася до єдиного управління. 
Другу колію лінії між Оффенбургом і Денцлінгеном було демонтовано та передано французьким окупаційним військам у 1946 році як репарації. 
Оскільки одноколійна дистанція стала вузьким місцем на цьому інтенсивно використовуваному маршруті, другу колію було відновлено в 1950 році за наполяганням Швейцарії, яка вважала, що затори загрожують підходу до Готтардського перевалу.
У 1950-х рр. Deutsche Bundesbahn розпочав електрифікацію маршруту Мангайм —Базель. 
З електрифікацією також було пов’язано перенесення станції Гайдельберг-Головний в 1955 році. 
Електрифікація скоротила час у дорозі та підвищила ефективність лінії. 
Завдяки переважно прямій лінії, швидкість на лінії може бути збільшена на більшості відтінках до 160 км/год.
Однак залізниця Верхнього Рейну між Базелем і Констанцом залишилася неелектрифікованою. 
Дистанція Зінген — Констанц була електрифікована 24 вересня 1977 року під час електрифікації Шварцвальдської залізниці. 
У 1990 році дистанцію Зінген — Шаффгаузен було електрифіковано як частину міжнародного сполучення між Штутгартом і Цюрихом. 
У 1980-х рр. дистанцією залізниці Базель — Вальдсгут було споруджено другу колію, щоб забезпечити покращені місцеві послуги за інтегрованим регулярним розкладом.

### Оновлення до високошвидкісної залізниці
Інтенсивний трафік на магістралі Бадена призвів до планів 1970-х років модернізувати лінію як багатоколійний маршрут. 
Затори були скасовані на півночі магістралі між Мангаймом, Баденом і Брухзалем через поетапне відкриття швидкісної залізниці Мангайм — Штутгарт в 1987-1991 рр..
У федеральному плані транспортної інфраструктури (Bundesverkehrswegeplan) 1985 року також затверджено побудову четвертої колії на дистанції Карлсруе — Оффенбург і додавання третьої колії між Оффенбургом і Базелем як частину будівництва швидкісної залізниці Карлсруе — Базель (тобто будівництво нової високошвидкісної залізниці та модернізація старої).

## Секції

### Мангайм — Гайдельберг
Дистанція Мангайм — Гайдельберг є найстарішою залізницею на південному заході Німеччини. 
Вона прямує майже прямо через Верхньорейнську рівнину і спочатку мала лише одну проміжну станцію на півдорозі у Фрідріхсфельді. 
Спочатку планувалося побудувати лінію трохи далі на північ, що забезпечило б кращий зв'язок із Зеккенгаймом. 
Однак ці плани були зірвані через опір місцевого населення. 
Залізниця Майн — Неккар мала сполучення із залізницею Мангайм — Гайдельберг у Фрідріхсфельді.

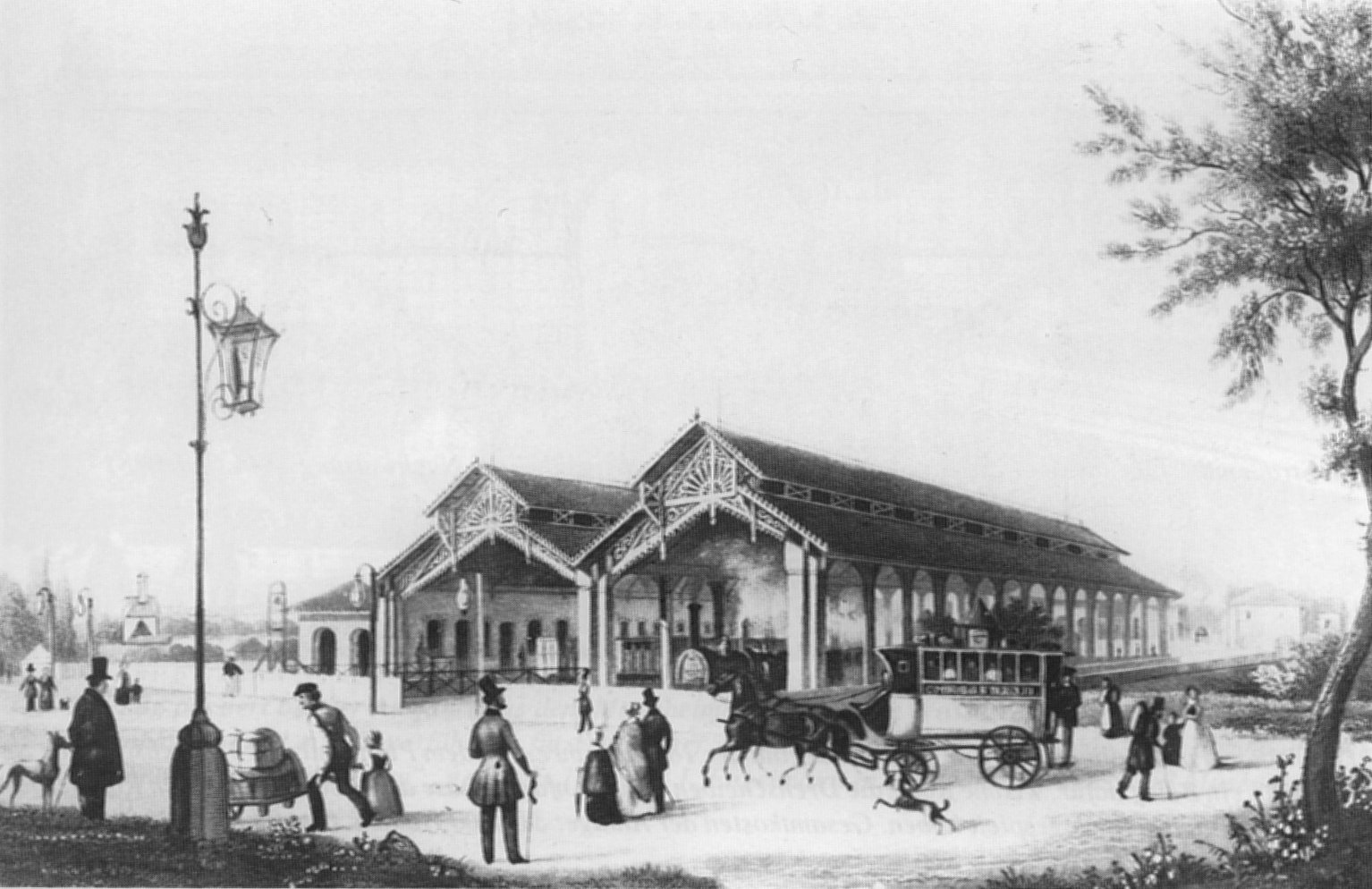
Оригінальна станція Мангайм, приблизно 1840 рік

Перша станція Мангайм була побудована на північ від сьогоденної станції на місці нинішньої трамвайної зупинки Таттерзалль і спроектована таким чином, щоб дозволити розширення на північ, але цього так і не відбулось. 
Під час будівництва мосту через Рейн до Мангайма (тепер міст Конрада Аденауера) станцію було перенесено на її теперішнє місце та введено в експлуатацію в 1876 році. 
У 1854 році в гавані Мангайма було побудовано вантажну корабельню, а в 1906 р. будівлю  сортувальної станції на південь від станції Мангайм, яка зараз є другою за вантажообігом сортувальною станцією в Німеччині.
Початкова станція Гайдельберга знаходилася на сучасній площі Аденауерплац і спроектована як кінцева залізнична станція, щоб її можна було побудувати якомога ближче до міста. 
Кінцева станція залізниці Майн — Неккар була безпосередньо поруч. 
Ще в 1862 році станцію частково переобладнали в наскрізну. 
Нова вантажна корабельня була завершена на західній околиці Гайдельберга в 1914 році. 
Вже велися роботи з перенесення станції Гайдельберг-Головний в західне передмістя, але перенесення було перервано Першою світовою війною і тривало до закінчення Другої світової війни. 
Будівництво нової станції як наскрізної було завершено в 1955 році.
Тим часом вантажна станція Гайдельберг та локомотивне депо були закриті, і зараз використовується лише одна пара колій чотириколійної залізниці між Фрідріхсфельдом і Віблінгеном. 
Залізницю використовують служби Інтерсіті (IC) або Інтерсіті-Експрес (ICE) щогодини. 
Послуги міської електрички регіону Рейн-Неккар, (з 2003 року), місцеві послуги та вантажні поїзди курсують з високою частотою.

### Гайдельберг — Карлсруе
Кілька років цю дистанцією з маркетингових цілей називали Баден-Пфальцька залізниця, оскільки Гайдельберг був історичною столицею Пфальцу .

#### Маршрут
Дистанцію між Гайдельбергом і Карлсруе прокладено уздовж східного краю долини Верхнього Рейну з півночі на південь. Від станції Гайдельберг залізниця прямує на південь через станції Гайдельберг-Кірхгайм, Ільген і Віслох-Валльдорф та перетинає автобан A6 у лісі Гохгольц. 
Далі прямує через Рот-Мальш, замок Кіслау на західній стороні лінії та станцію Убштадт-Вайгер. 
Країхтальбан та Кацбахська залізниця підключаються до лінії зліва, потім вона прямує паралельно високошвидкісній лінії Мангайм — Штутгарт, яка з’єднується на сході кривими з Баденською магістраллю на колійному посту Брухзаль-Ролленберг. 
Продовжується до станції Брухзаль, де закінчуються Вюртемберзька західна залізниця та Брухрейнська залізниця. 
Далі траса прямує вздовж краю Крайхгау через Унтергромбах і Вайнгартен до станції Карлсруе-Дурлах, далі під A 5 і досягає станції Карлсруе-Головний.
У 1911 році маршрут в районі Дурлаха змінився внаслідок перенесення станції Дурлах на захід з метою збільшення радіусів кривих. 
Станція Карлсруе була на південній околиці центру міста до 1913 року. 
Через обмежену пропускну здатність цієї станції в 1913 році була відкрита нова станція на південній околиці. 
У 1895 році на південній околиці міста була створена сортувальна станція, але за кілька років її діяльність була перенесена до Мангайму.
Біля Дурлаху раніше відгалужувалася промислова лінія, прямувала близько кілометра паралельно Баденській магістралі на північ, а потім повертала на захід до фабрики Bosch. 
У Вайнгартені та Унтергромбахі колії раніше відгалужувалися до кар’єрів, які згодом перетворено на озера для купання. 
У Брухзалі вантажні під'їзні колії прямують на південь від міста, крім того, ще є під'їзні колії на станції Віслох-Вальдорф.

#### Зручності
Під час впровадження S-Bahn станції були модернізовані та зроблені доступними для людей з обмеженими можливостями, а також оновлено сигналізацію та блокування. 
У Вайнгартен, Унтергромбах і Бруксаль-Більдунгсцентрум висоту платформи було піднято до 55 см для безступеневого доступу до поїздів Штадтбан Карлсруе. 
На всіх станціях між Брухзалем і Гайдельбергом висоту платформи було піднято до 76 см для безступеневого доступу до поїздів S-Bahn Рейн-Неккар. 
На станціях Карлсруе-Дурлах і Брухзаль є платформи на обох висотах, оскільки вони обслуговуються обома мережами. Кілька станцій (наприклад, Бад-Шенборн-Зюд і Валльдорф-Віслох) також мають третю колію платформи.
Траса оснащена новітніми сигнальними технологіями (кольорові ліхтарі) і обладнана для швидкості до 160 км/год. Розділ «Інші потреби» Федерального плану транспортної інфраструктури передбачає реконструкцію колії для максимальної швидкості 200 км/год, але поки що максимальна швидкість становить 160 км/год.

#### Операції
Потяги IC та ICE курсують на лінії та сполучають Гайдельберг, Карлсруе та Штутгарт. 
З 2007 року потяги TGV за маршрутом Париж – Страсбург – Штутгарт курсують на південній дистанції між Карлсруе та Брухзалем. 
Лінію доповнюють послуги S-Bahn між Гайдельбергом і Карлсруе та служби штадтбан Карлсруе, які обслуговує Albtal-Verkehrs-Gesellschaft (транспортна компанія Alb Valley) між Карлсруе та Брухзалем, так що принаймні два поїзди курсують щогодини в кожному напрямку.
З 1994 року дистанцію між Карлсруе та Брухзалем обслуговує штадтбан Карлсруе. Послуги були запроваджені: до Менцінгена Країхтальбаном в 1996 році та до Оденгайма Кацбахбаном в 1998 році. На початку 1996 року була відкрита нова станція Бруксаль-Більдунгсцентрум між станціями Унтергромбах та Бруксаль, ця станція в основному обслуговує навчальний заклад Більдунгсцентрум.
З грудня 2003 року всю лінію також обслуговує S-Bahn Рейн-Неккар. Під час запровадження S-Bahn станції модернізували та зробили безбар’єрними, а також оновили системи сигналізації та централізації. Щогодини лінією S-Bahn S 4 курсують потяги між Гайдельбергом і Брухзалем, а лінією S3 —  між Гайдельбергом і Карлсруе, разом забезпечуючи послуги що півгодини між Гайдельбергом і Брухзалем.

### Карлсруе — Базель
Дистанція між Карлсруе і Базелем є однією з найзавантаженіших залізниць Німеччини. 
Прямує східною околицею долини Верхнього Рейну. 
Хоча лінія здебільшого пряма, на південній дистанції між Шлінгеном і Ефрінген-Кірхеном є звивистий маршрут, що прокладено між Рейном і хребтом Іштайнер-Клотц над селами на схилах Шварцвальду. 
Долинний маршрут, подібний до автобану A5, був неможливий під час будівництва залізниці, оскільки річище Рейну у цій місцевості ще не було випрямлене, тому території нижче сіл все ще перебували в заплаві Рейну.

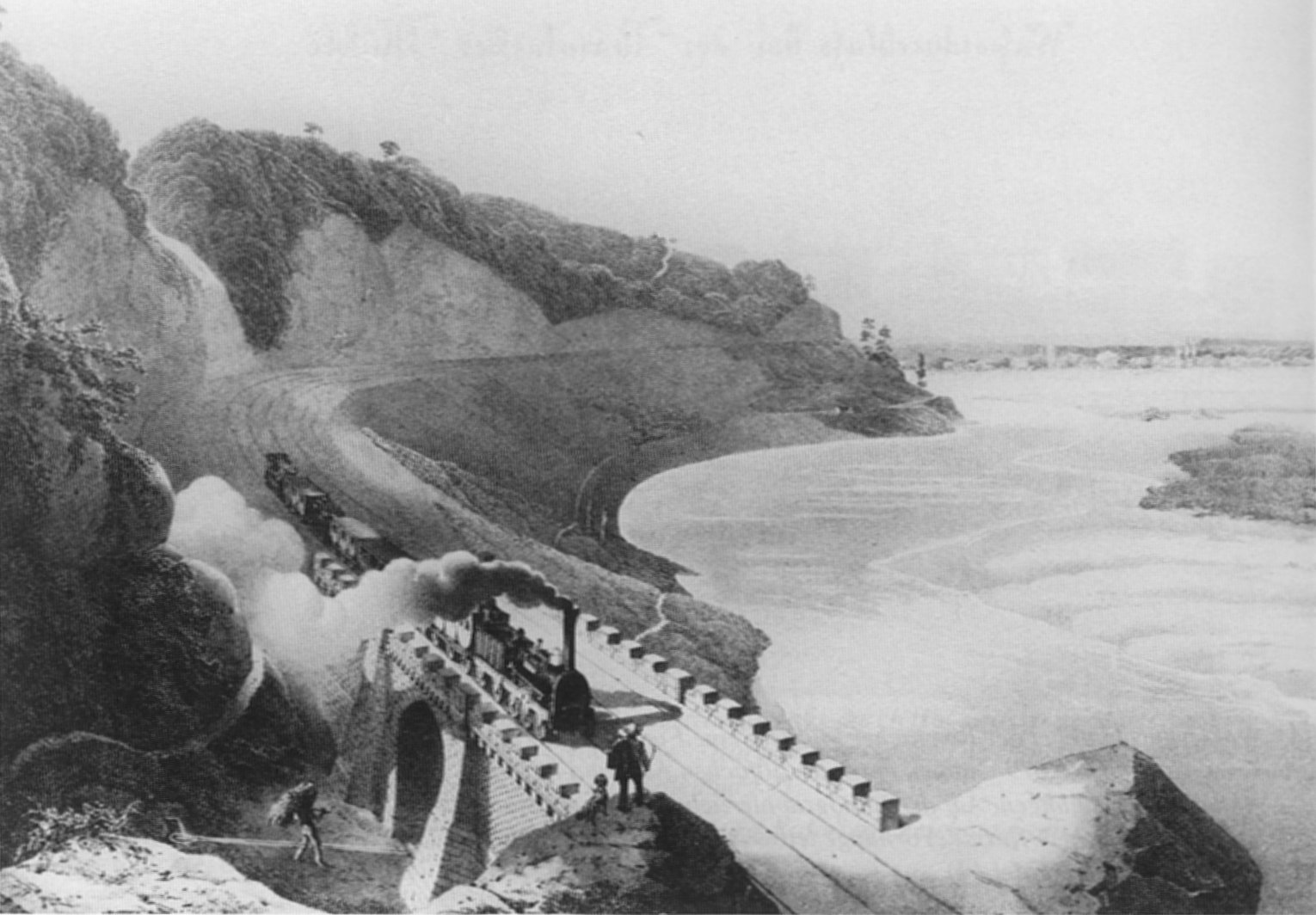
Поїзд поблизу Іштайнер-Клоц у перші роки роботи залізниці

У 1895 році була відкрита ще одна магістральна залізниця між Карлсруе та Раштатом поруч із магістральною залізницею Баден, далі на захід через Дурмерсгайм. 
Причиною цього стала вимога німецьких військових щодо будівництва другого північного під’їзду до Страсбурга на маршруті Грабен-Нойдорф — Карлсруе — Раштат — Решвоог. 
Одночасно цей маршрут розвантажив Баденську магістраль. 
У 1966 році дистанцію Раштат — Решвоог було закрито, але дистанція на північ від Раштата продовжує працювати. 
Під час будівництва цієї стратегічної залізниці станцію Раштат було перенесено та розширено.
Через стрімке зростанням транспортного потоку на початку XX століття довелося розширити великі залізничні станції. Тож в 1895 році було завершено будівництво нової вантажної обхідної залізниці Карлсруе разом із розширенням Рейнської залізниці до Раштата, що дозволило звільнити основну магістраль через міський район Карлсруе від вантажних поїздів. 
Нову станцію Карлсруе було відкрито в 1913 році. 
У 1911 році станцію Оффенбург було перебудовано і розширено сортувальною станцією. 
Залізничні колії в Базелі були пристосовані для збільшеного трафіку з новою вантажною станцією в 1905 році та новою пасажирською станцією та новою сортувальною станцією в 1913 році. 
Сортувальна станція частково розташована на території Німеччини, частково на території Швейцарії. 
Залізниці трьох країн співпрацювали в розбудові розгалуженої залізничної інфраструктури в Базелі, що сполучає станцію Базель-Бадішер для поїздів, що прибувають з Німеччини, до Базель SBB та сусідньої французької станції Базель SNCF. 
На додаток до сортувальної станції на станції Бадішер, є ще одна, більша сортувальна станція в Муттенці (Базель-Муттенц-Сортувальний). 
Пасажирські поїзди Баденською магістраллю зазвичай прямують до станції Базель-Бадішер, лише міжнародні поїзди прямують Базель SBB.

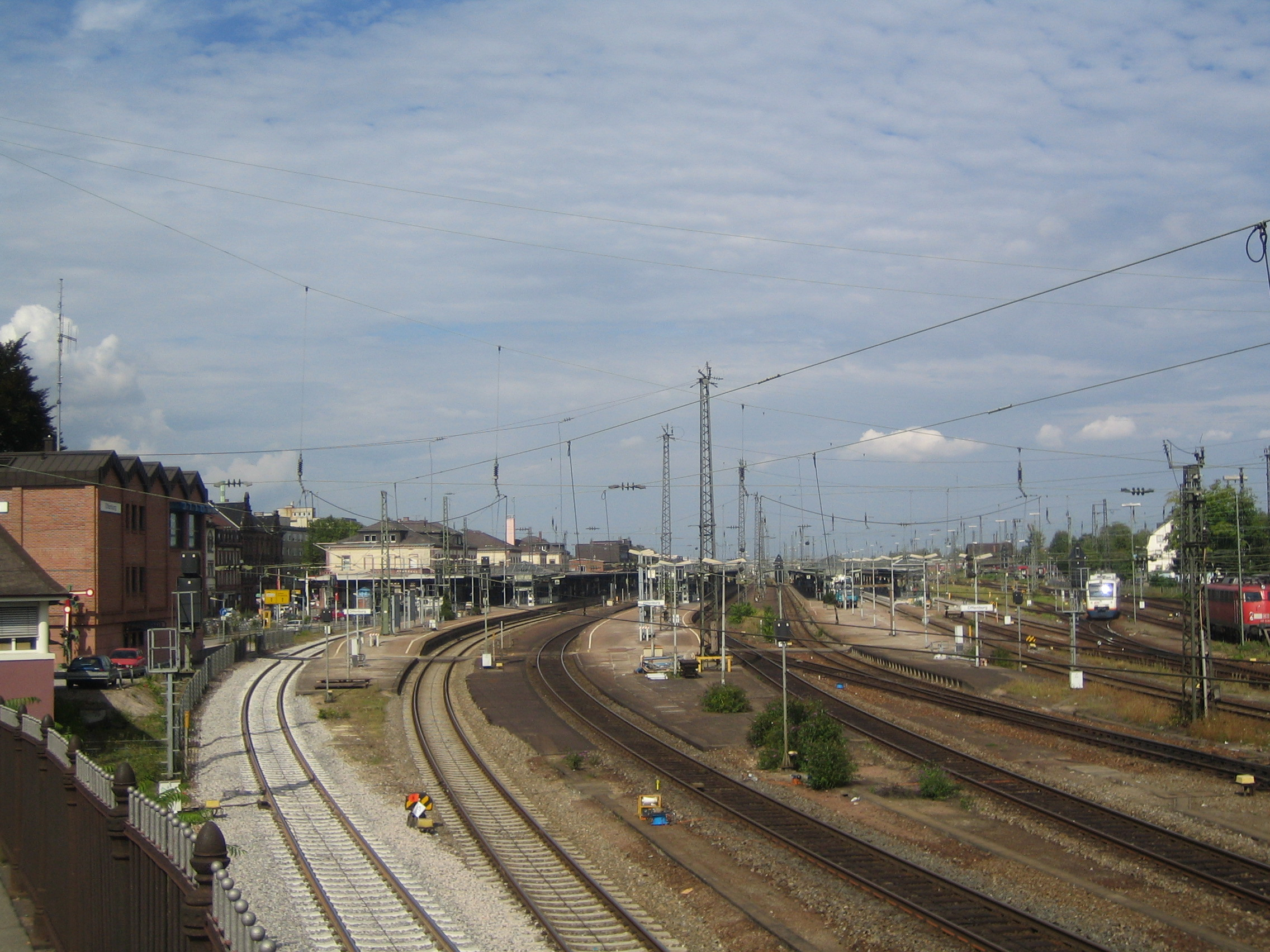
Вид на колії станції, 2005 рік

Через важливість магістралі, друга колія була прокладена в 1847-1855 рр. та електрифікована в 1952-1957 рр.. Прокладання четвертої колій і модернізація для досягнення максимальної швидкості 250 км/год відбувалися як частина нової швидкісної залізниці Карлсруе — Базель. 

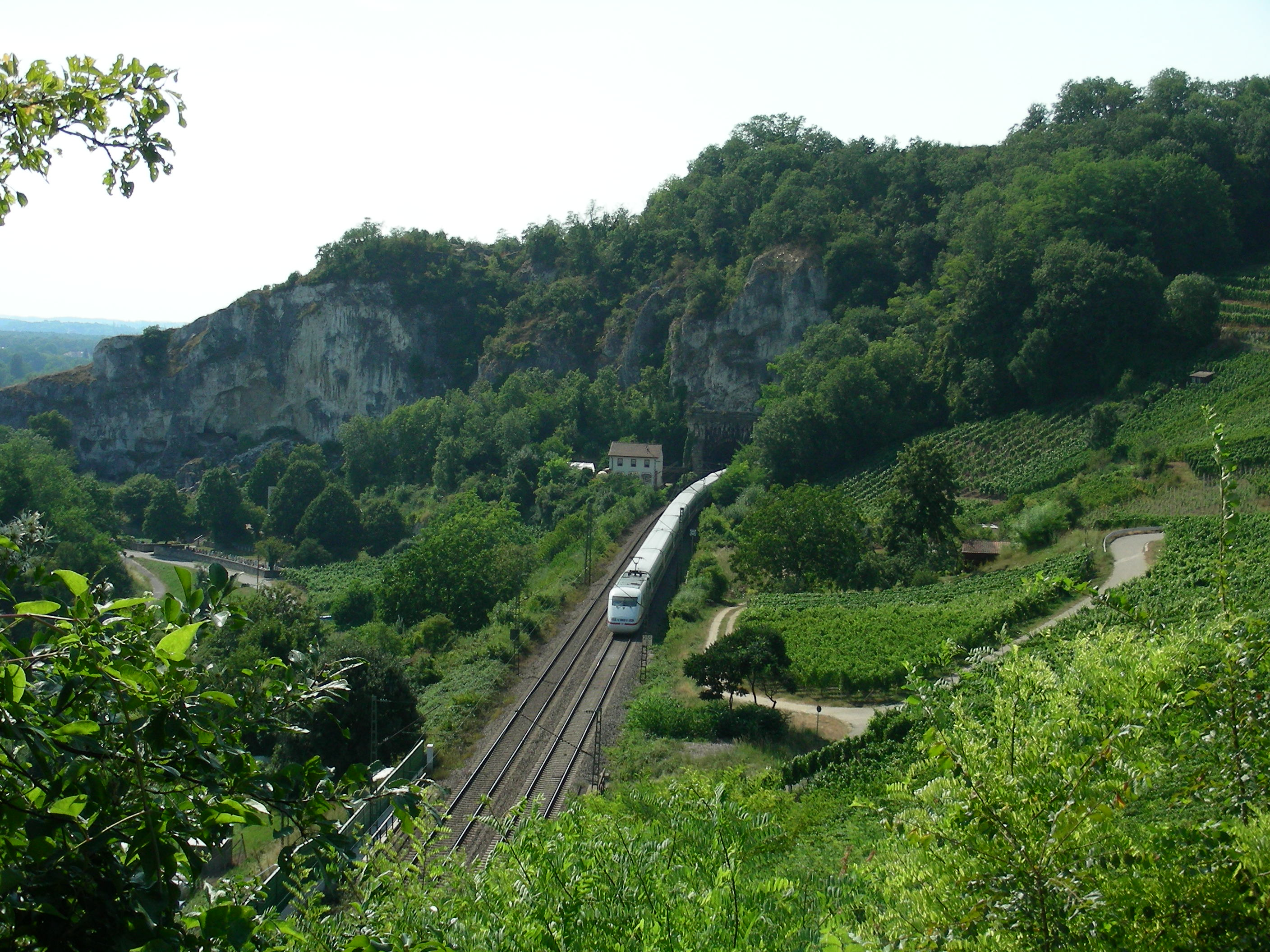
Поїзд ICE до Іштайнер-Клоц, 2006

Рейнтальбаном курсують як міжнародні міжміські пасажирські потяги, так і вантажні потяги. 
Щогодини курсує один-два потяги IC, EuroCity (EC) або ICE. 
Тричі на день TGV курсує зі Штутгарта через Карлсруе до Страсбурга. 
Місцеві потяги курсують щонайменше щогодини як Regionalbahn, Regional-Express або Interregio-Express. Albtal-Verkehrs-Gesellschaft також керує сполученням Karlsruhe Stadtbahn між Карлсруе та Ахерном. 
На початку 1980-х років низку станцій було закрито, особливо між Раштатом і Оффенбургом. 
Після прокладання четвертої колії станції штадтбану у Гауенеберштайн, Зінцгайм, Штайнбах (тепер Баден-Баден-Ребланд) були відновлені в експлуатації, а нова станція була створена в Зінцгайм-Норд. 
Місцеві послуги між Базелем і Фрайбургом мають бути інтегровані в Basel Regional S-Bahn.
Вантажні перевезення дуже значні. 
На додаток до Deutsche Bahn AG, Швейцарські федеральні залізниці експлуатують третину всіх вантажних поїздів на цьому маршруті, особливо як комбінований транспорт . 
Після розвитку залізничних переїздів через Альпи в Швейцарії очікується різке збільшення вантажних перевезень на залізниці Долини Рейну в Швейцарії.

### Базель — Констанц
Залізниця Високого Рейну прямує від Базеля спочатку на правим берегом Рейну до Вальдсгута, де вона залишає долину Рейну та перетинає північний Клеттгау до Шаффгаузена, а потім — через південний Гегау до Радольфцелля на Унтерзе. 
Далі залізниця прямує берегом Унтерзе до Констанца, де перетинає міст через Рейн. 
Кінцева зупинка Баденської магістралі на станції Констанц знаходиться на лівому (південному) березі Рейну між старим містом Констанц і гаванню. 
Лінія продовжується двома кривими, що сполучають з Кройцлінгеном і Кройцлінген-Гафен, але остання наразі використовується лише для вантажних перевезень.

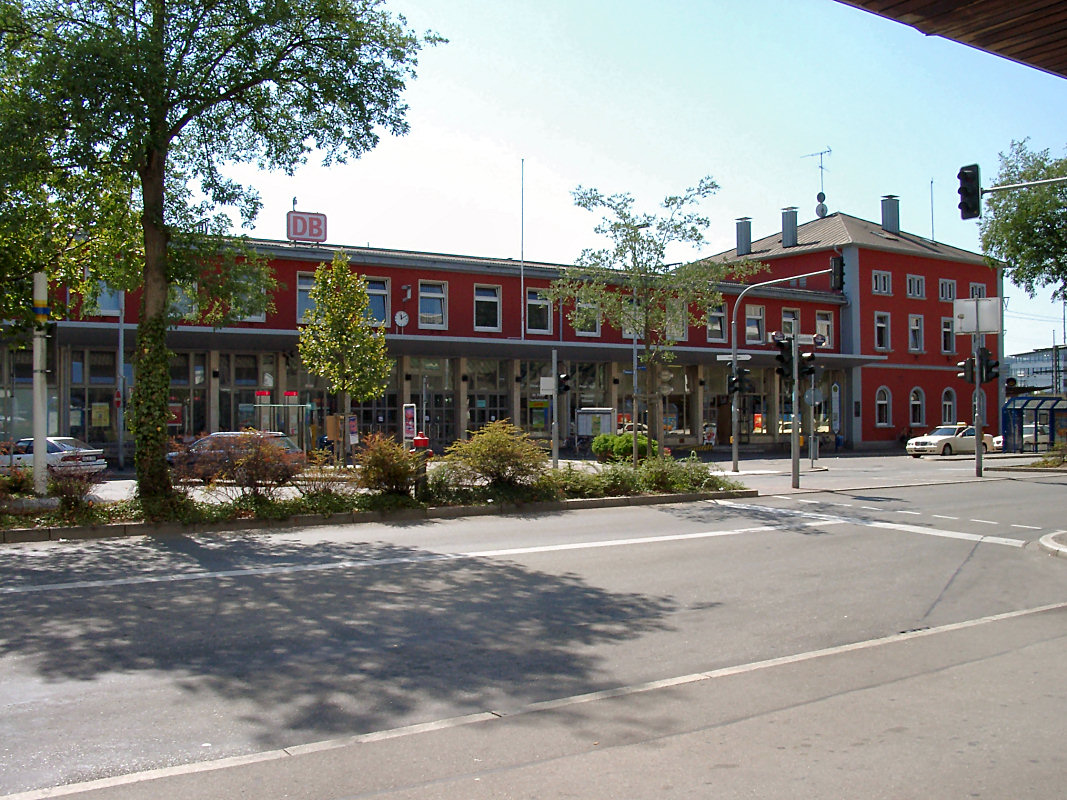
Станція Зінген

Другу колію між Базелем і Вальдсгутом побудовано в 1980-х рр., за винятком дистанції Лауфенбург-Баден – Лауфенбург-Ост. 
Існує також двоколійна лінія між Берінгеном і Констанц-Петерсгаузеном, решта дистанцій є одноколійними. 
Відтінок Високорейнської залізниці між Констанцом і Зінгеном було електрифіковано під час електрифікації Шварцвальдської залізниці до Зінгена в 1977 році. 
Розрив між Зінгеном і Шаффгаузеном було електрифіковано в 1990 році.
У Базелі та між Ерзінгеном і Тайнгеном залізниця прямує через швейцарські кантони Базель і Шаффгаузен.
Будівництво та експлуатація цих маршрутів регулюється міжнародним договором між Швейцарією та Баденом, а пізніше Німеччиною. 
Він розглядає роботу лінії як «єдину безперервну магістраль». 
Таким чином, Баденська державна залізниця могла працювати у Швейцарії так само, як і на території Бадену, що на той час було ненормальним. 
Швейцарія погодилася не вводити тарифи на транзитні вантажі та не піддавати поїзди на лінії митним формальностям. Договір 1852 року також містить положення про придбання Швейцарією лінії, але Швейцарія ніколи не використовувала це положення. 
Залізниця в Швейцарії в основному функціонує згідно з німецькими правилами, тому потяги ходять праворуч, а колії, за винятком станції Шаффгаузен, контролюються сигналами німецької конструкції.
Доступність залізниці не була гарантована на випадок війни. 
Тому військові прагнули створити обхідні колії навколо двох дистанцій що проходять через Швейцарію, щоб під час війни був безпечний маршрут постачання зі сходу на захід через південний Баден. 
Таким чином, до 1890 року було побудовано три стратегічні залізниці між Вайлем-на-Рейні та Леррахом (залізниця Вайль-на-Рейні — Леррах), Шопфгаймом і Бад-Зеккінгеном (Вератальбан) і між Лаухрінгеном і Гінтшингеном (Вутахтальбан). 
Магістраль прямувала від Ульма залізницями Ульм — Зігмарінген, Тутлінген — Інцігкофен, Вутахтальбан, залізницю Високого Рейну до Ельзасу, поза територією Швейцарії. 
Стратегічні залізниці не використовувались для цивільних перевезень. 
Таким чином, пасажирські перевезення на Вератальбан і Вутахтальбан були закриті ще в 1971 році. 
Лише залізничний рух на короткій дистанції між Леррах і Вайлем все ще працює; нещодавно він став частиною Basel Regional S-Bahn.
На середину 2020-х лінію обслуговують регіональні служби. 
Щогодини між Базелем і Зінгеном здійснюються рейси Interregio-Express із використанням технології нахилу з використанням багатоповерхових вагонів класу 611, які доповнюються послугами Regionalbahn на деяких дистанціях. 
Послуга, подібна до S-Bahn, з 1994 року працює між Констанцом та Енгеном через Зінген під назвою Seehas (названа на честь міфічного озерного зайця). 
Оператором служби була швейцарська компанія Mittelthurgau-Bahn, до банкрутства у 2003 році, коли її діяльність перейняла THURBO. 
Планується, що сполучення між Базелем і Вальдсгутом стане частиною базельської системи S-Bahn. 
Між Зінгеном і Шаффгаузеном що дві години курсують поїзди Інтерсіті далекого сполучення за маршрутом Цюрих — Штутгарт.